# Podisma tyatiensis
Podisma tyatiensis är en insektsart som beskrevs av Bugrov och Sergeev 1997. Podisma tyatiensis ingår i släktet Podisma och familjen gräshoppor. Inga underarter finns listade i Catalogue of Life.